# Tillandsia compressa
Tillandsia compressa là một loài thuộc chi Tillandsia. Đây là loài bản địa của México.

## Giống
- Tillandsia 'Casallena'
- Tillandsia 'Cathcart'